# Château Deganne
Le château Deganne se situe à Arcachon, dans le département français de la Gironde. Il abrite aujourd'hui le casino et le palais des Congrès de la ville.

## Présentation
Le château est édifié en bordure de plage en 1853 par Adalbert Deganne, futur maire de la ville. De style néo-Renaissance, il est conçu sur le modèle du château de Boursault (1843-1848), en Champagne, là où réside son amour de jeunesse, qu'il n'avait pas pu épouser en raison de leurs différences de conditions sociales.
Désormais riche et puissant, Adalbert Deganne souhaite offrir le château à l'empereur Napoléon III lors de sa visite à Arcachon en 1859, qui aurait refusé en raison des coûts d'entretien. Adalbert Deganne n'y vit pas, préférant résider à proximité, villa Saint-Georges.
Il y reçoit cependant des invités, organisant aussi de somptueuses réceptions : en l'honneur d'Adolphe Thiers en 1875, du maréchal de Mac Mahon, président de la République, en 1877. Il rassemble aussi dans ses salons une importante collection de tableaux, acquis principalement aux Salons de Paris et de Bordeaux.
À la mort d'Adalbert Deganne, sans descendant, le château est au cœur des discussions autour de son testament. Finalement vendu en 1903, il est converti en casino. Réquisitionné pendant la Seconde Guerre mondiale, il est transformé en caserne et fortement dégradé. Restauré après la guerre, il redevient un lieu de jeux et de spectacles, et voit passer de nombreuses célébrités venues se produire à Arcachon.
Depuis l'incendie du casino Mauresque en 1977, le château Deganne est le seul casino d'Arcachon.

## Sources
- Jean-Pierre Ardoin Saint Amand, « Le château Deganne », Bulletin de la Société historique d'Arcachon, no 27, 1991.
- Christel Haffner Lance, Adalbert Deganne, fondateur d'Arcachon et amateur d'art, Paris, Les Éditions du Palais, 2016.